# Касанова, Диего
Диего Касанова (исп. Diego Casanova; род. 1980) — аргентинский серийный убийца, жертвами которого в период с 2004 по 2016 год стали шесть человек. Он получил известность как «убийца заключённых», так как он, находясь в заключении, убил пятерых заключённых. Кроме того, Касанова участвовал в 67 драках и нескольких бунтах в тюрьме. Исследователи определили Касанову как чрезвычайно опасного заключённого с психопатическим поведением и одного из самых жестоких серийных убийц в истории Аргентины.

## Биография
Диего Касанова родился в 1980 году в аргентинском городе Майпу. Он начал грабить ещё в молодом возрасте, получив в своём районе прозвище «Жирный Пикуру» (исп. Gordo Picurú). В 2004 году его арестовали за ограбление, но уже через несколько недель отпустили.
В апреле 2012 года Касанова потерял левый глаз после того, как другой заключённый ранил его ножом. Из-за этого он получил прозвище «Одноглазый» (исп. El Tuerto). Другие арестанты и тюремщики ужасались поведением Касановы за решёткой. Эксперты охарактеризовали его как психопата и антисоциала, прописав ему лечение транквилизаторами (анксиолитиками).

## Жертвы Касановы

### Франсиско Кеведо
14 октября 2004 года Касанова и его сообщник планировали ограбить дом в Баррио-Мехико, районе города Майпу. Однако хозяин дома, 67-летний Франсиско Кеведо, проснулся во время совершения преступления, поэтому Касанова зарезал его. После убийства он и его сообщник положили тело жертвы на диван, накинув на его колени одеяло, чтобы не вызывать подозрений. Однако 12-летняя девочка стала свидетельницей убийства и сообщила о нём в полицию. В тот же день Касанова был арестован и в итоге приговорён к 20 годам тюремного заключения. Впоследствии его перевели в тюрьму Булонь-сюр-Мер.

### Диего Ферранти и Херардо Гомес
Диего Ферранти и Херардо Гомес были двумя заключёнными, участвовавшими в бунте в другой тюрьме и согласившимися дать показания. Из соображений их личной безопасности они были переведены в тюрьму Булонь-сюр-Мер. 17 июня 2006 года, на следующий день после того, как Феррани и Гомес прибыли в неё, Диего Касанова вместе с тремя сообщниками зарезали их насмерть, а тела завернули в простыни. Мотив убийств до сих пор неизвестен. Касанова и трое сообщников были приговорены к пожизненному заключению за это преступление.

### Хосе Мануэль Крус
27 ноября 2006 года Касанова убил другого заключённого Хосе Мануэля Круса, который отбывал наказание за разбой. На момент своей смерти он месяц находился в тюрьме Булонь-сюр-Мер. Касанова обернул спавшего Круса простыней и нанёс ему 20 ударов ножом. Затем Касанова оттащил его труп к двери тюремного корпуса.
За убийство Круса Касанова был приговорён ещё к 12 годам тюремного заключения.

### Дарио Вега Гонсалес
24 апреля 2010 года Касанова вместе с двумя своими сокамерниками устроил бунт в тюрьме. Один из его сообщников симулировал припадок. Пятеро тюремных охранников открыли дверь в его камеру, чтобы попытаться помочь; но это была ловушка, в результате которой четверо сокамерников взяли охранников в заложники. Во время последовавших беспорядков Касанова убил 35-летнего Дарио Вегу Гонсалеса, отбывавшего срок за сексуальные домогательства. После совершённого убийства Касанова и его сообщники освободили охранников и сдались. Касанова заявил, что тем самым он хотел привлечь к себе внимание, чтобы его перевели в другую тюрьму. За это убийство Касанова получил ещё один пожизненный срок.

### Андрес Флорентино Пеньялоса
17-летний Андрес Пеньялоса отбывал наказание за похищение и убийство. По его же собственной просьбе его перевели в одну камеру к Касанове. Поскольку того все боялись, Пеньялоса хотел подружиться с ним в целях собственной безопасности в тюрьме. Они просидели в одной камере 45 дней, до 29 мая 2016 года, когда Касанова забил Пеньялосу до смерти самодельным ломом. Было отмечено, что Касанова с безразличием отреагировал на совершённое им убийство, высказав большее беспокойство по поводу того, будут ли у него посетители в тот день, и своей одежды, запачканной кровью Пеньялосы.
После убийства Пеньялосы Касанова был помещён в одиночную камеру.